# Primera Expedición Antártica Uruguaya

Trayecto del vuelo de la expedición Antarkos I:
Ida: Trayecto Montevideo-Santiago de Chile-Punta Arenas-Isla Rey Jorge.
Vuelta: Trayecto Isla Rey Jorge-Punta Arenas-Montevideo.

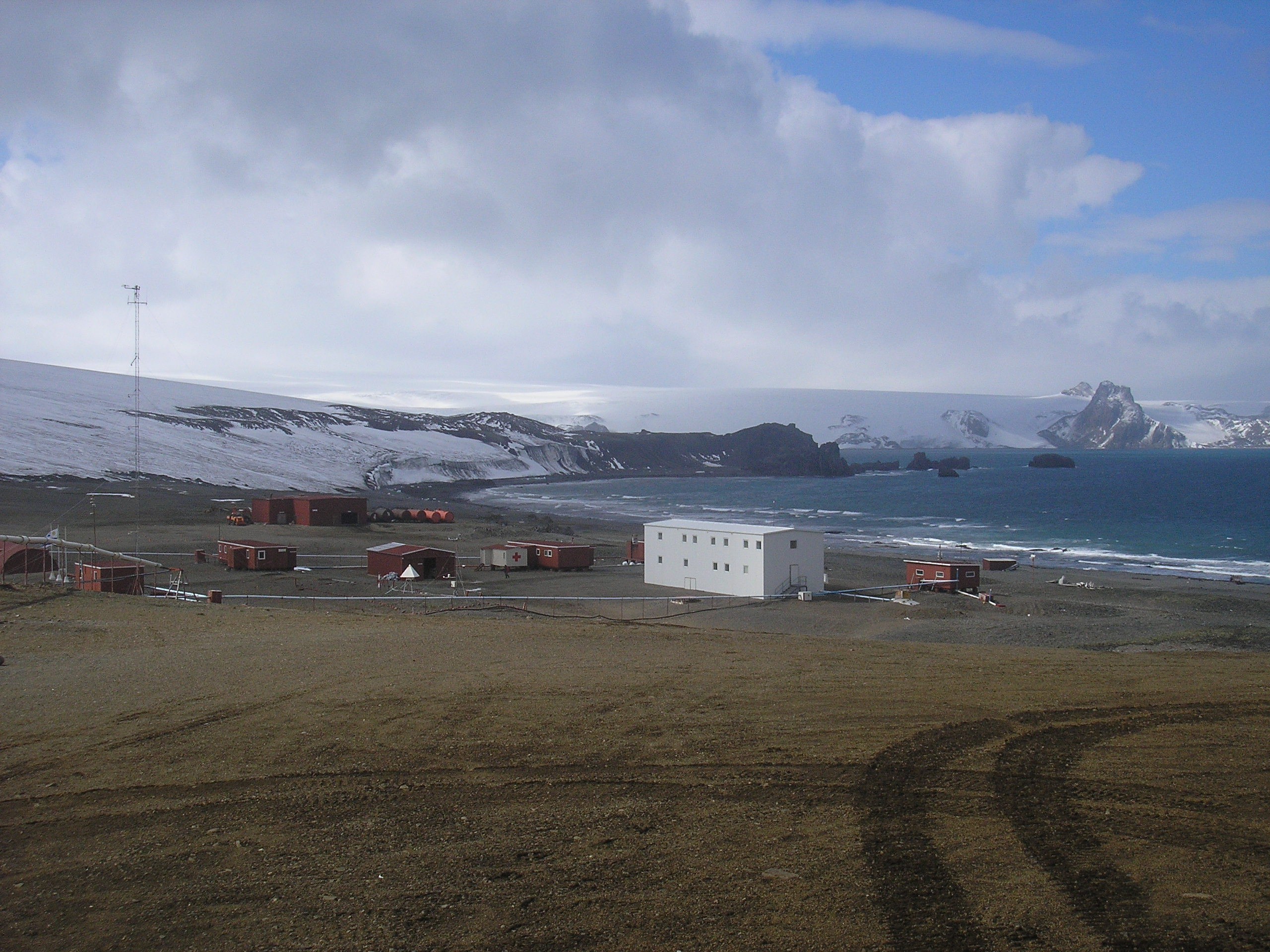
Vista de la Base Científica Antártica Artigas.

En diciembre de 1984 Antarkos I, la primera expedición antártica uruguaya, llegó a la isla Rey Jorge a fin de establecer una base permanente en el continente antártico.
Fue un ejercicio científico y logístico con el apoyo del Instituto Antártico Uruguayo y fue dirigido por el teniente coronel Omar Porciúncula que estaba a cargo de organizar todas las obras fundamentales para el futuro establecimiento de la Base Artigas.
La expedición fue precedida por una misión aérea en el verano anterior con el fin de elegir el sitio para fundar la base, para ello, el 28 de enero de 1984 arribó un avión Fairchild de la Fuerza Aérea Uruguaya al Aeródromo Teniente Marsh Martin de Chile en la isla Rey Jorge con una delegación del IAU. Luego de su regreso, un meteorólogo uruguayo permaneció entre el 11 y el 31 de marzo de 1984 en el viejo Refugio Collins, cedido por Chile, realizando observaciones meteorológicas.
Posteriormente, las misiones de relevo de la Base Artigas tomaron cada año el nombre Antarkos con un número correlativo (Antarkos-31 en 2014-2015).